# 什花道乡
十花道乡，是中华人民共和国吉林省白城市通榆县下辖的一个乡镇级行政单位。

## 行政区划
十花道乡下辖以下地区：
襄平村、光辉村、金堡村、青海村、四海村、岭上村、海金村、新富村、曙光村和春风村。